# Зморшкові
Зморшкові (Morchellaceae) — родина грибів порядку пецицальні (Pezizales). Описано в 1834 році.

## Будова
Представники родини відрізняються незвичайною будовою апотецій. Плодові тіла великі, м'ясисті, розчленовані на шапинку і ніжку. Шапинка до 10 см в діаметрі, кульоподібна, яйцеподібна, конічна з поздовжніми або з переплітаючимися складками, з комірками, з вільними або прирослими до ніжки краями. Всередині складок шапинки знаходиться гіменіальний шар. Ніжка циліндрична, до верху або до низу ширша або досить товста, інколи продовгувато-складчаста, порожниста, гладка або луската. Спори кульоподібніі або еліпсоїдальні, без кольору, гладкі або з не рівною поверхнею, розташовані в один ряд.

## Роди
- Верпа (Verpa)
- Зморшок (Morchella)
- Costantinella
- Disciotis
- Fischerula
- Imaia
- Kalapuya
- Leucangium

## Поширення
Вважається, що гриби родини — сапротрофи, але є випадки, коли вони можуть утворювати мікоризу. Представники родини Morchellaceae ростуть на ґрунті в лісах, лісосмугах, на галявинах, в садах і парках. Розповсюджені переважно в Прикарпатті, Поліссі і Лісостепу. Серед них як їстівні так і отруйні гриби.